# ریوبامبا
ریوبامبا (به اسپانیایی: Riobamba) یک منطقهٔ مسکونی در اکوادور است که در استان چیمبورازو واقع شده‌است. ریوبامبا ۵۹٫۰۵ کیلومترمربع مساحت و ۱۵۶٬۷۲۳ نفر جمعیت دارد و ۲٬۷۵۴ متر بالاتر از سطح دریا واقع شده.

## خواهرخوانده
شهر سنت-اماند-منتخند خواهرخواندهٔ ریوبامبا هست.

## نگارخانه

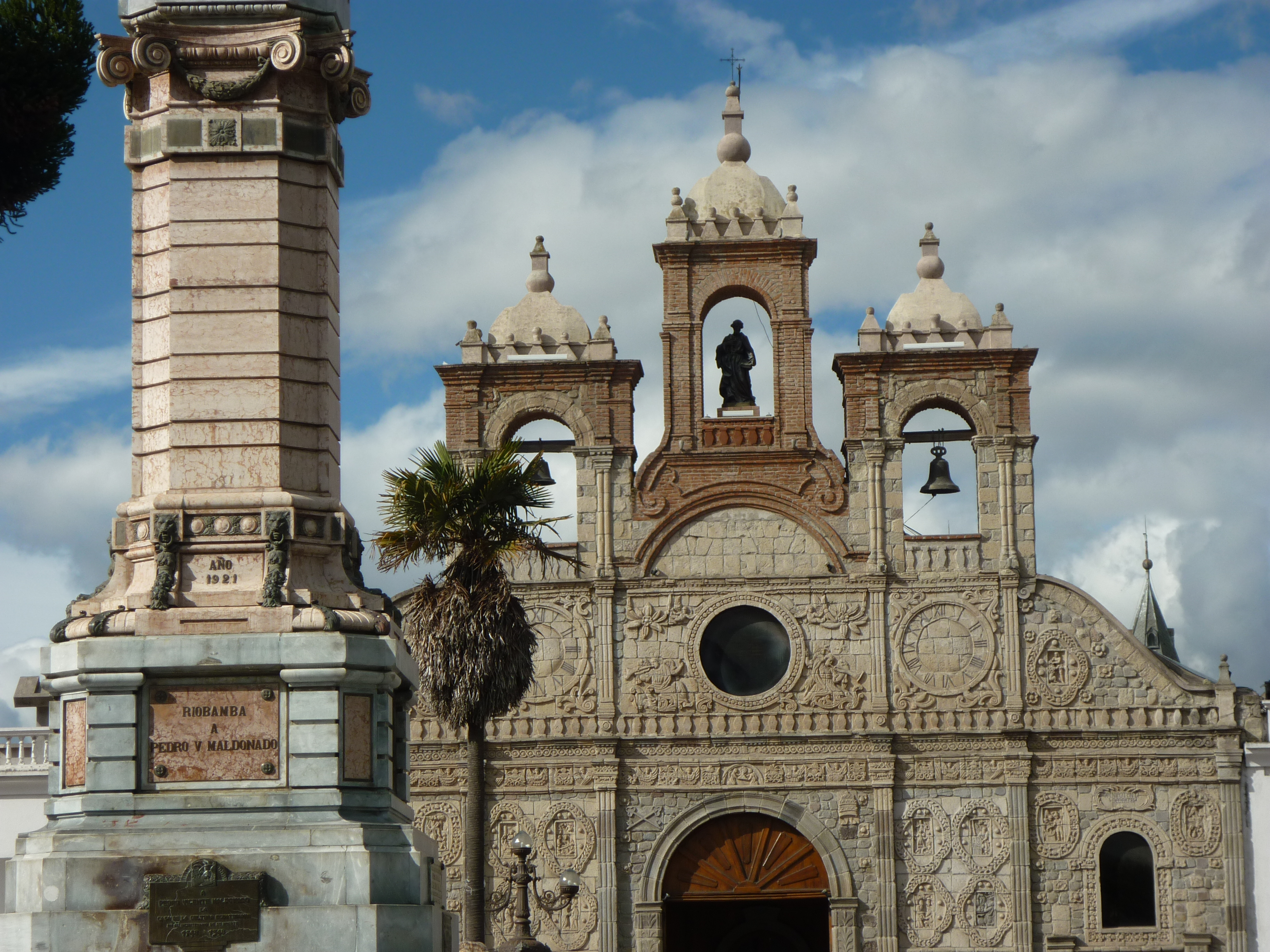
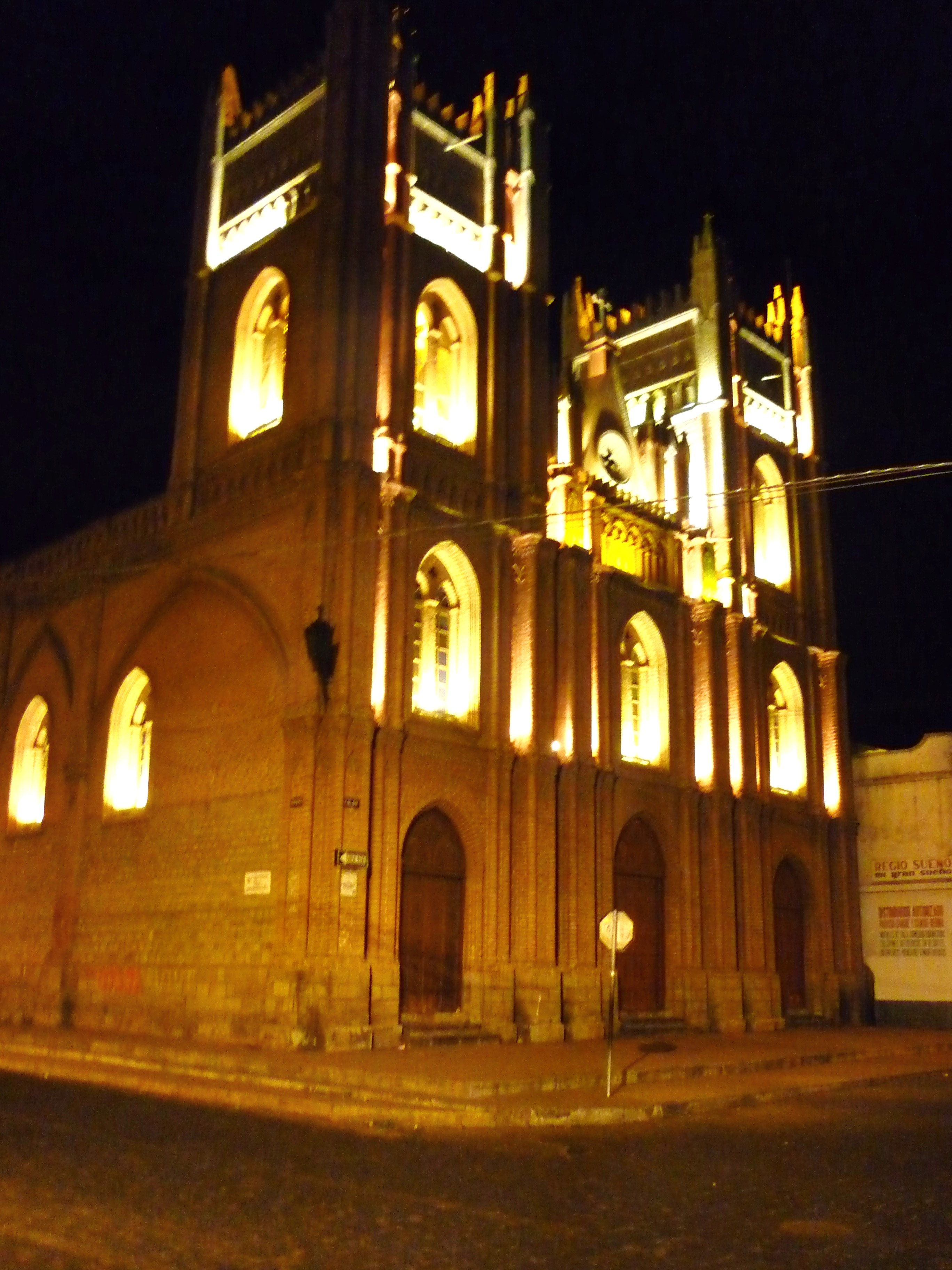
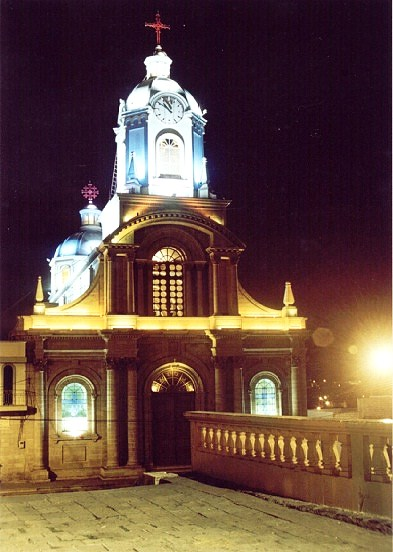
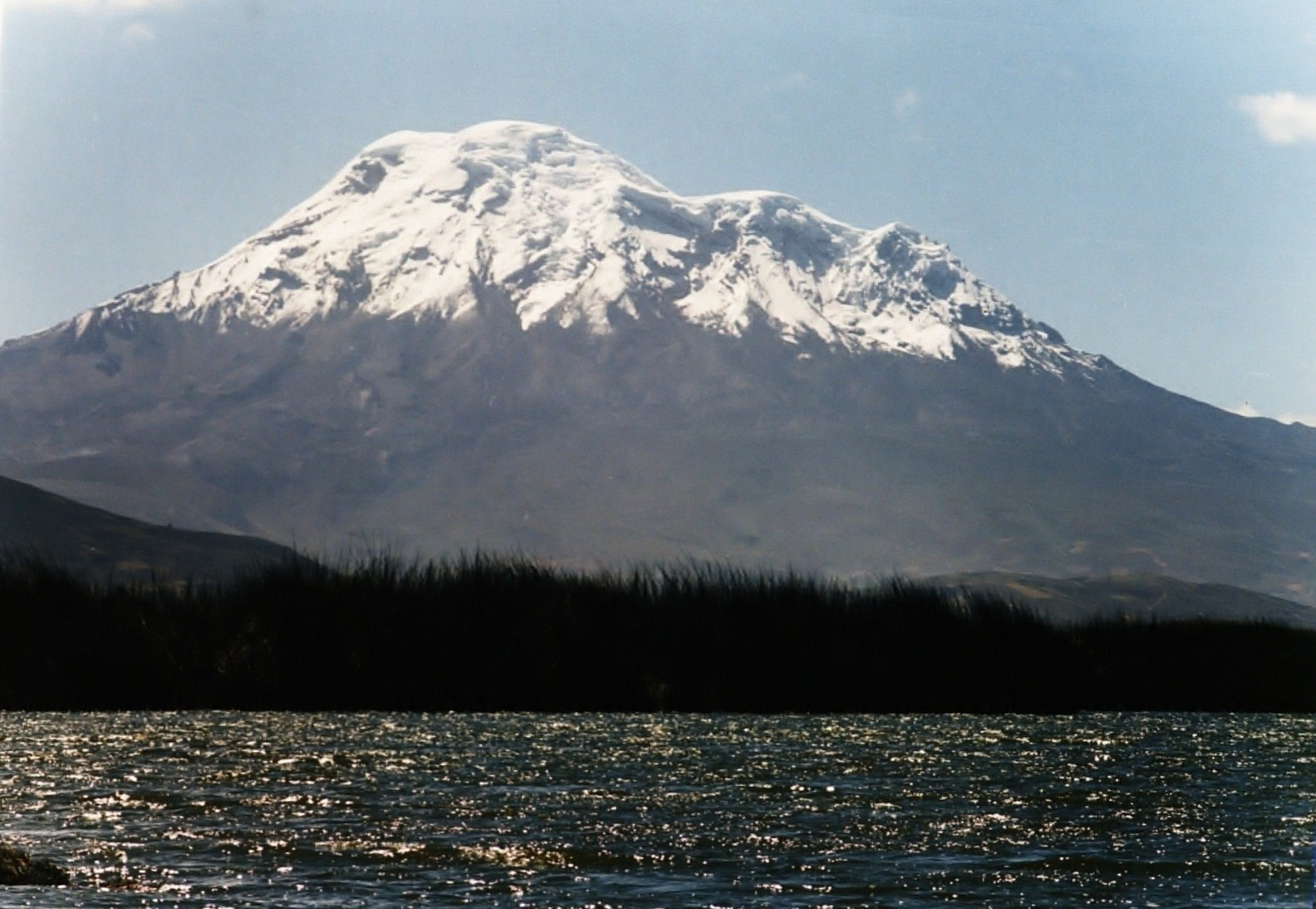
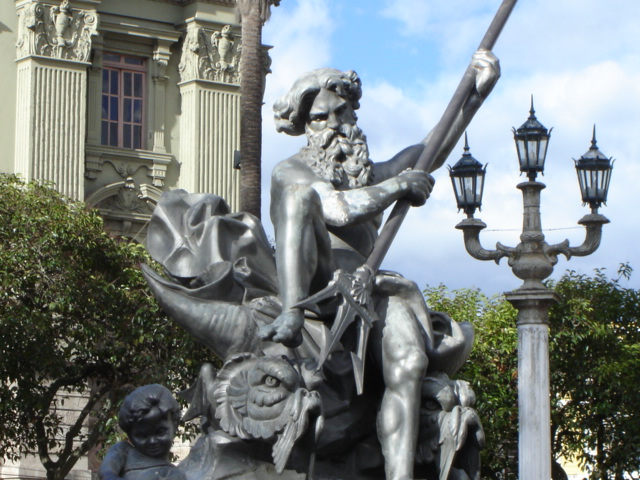
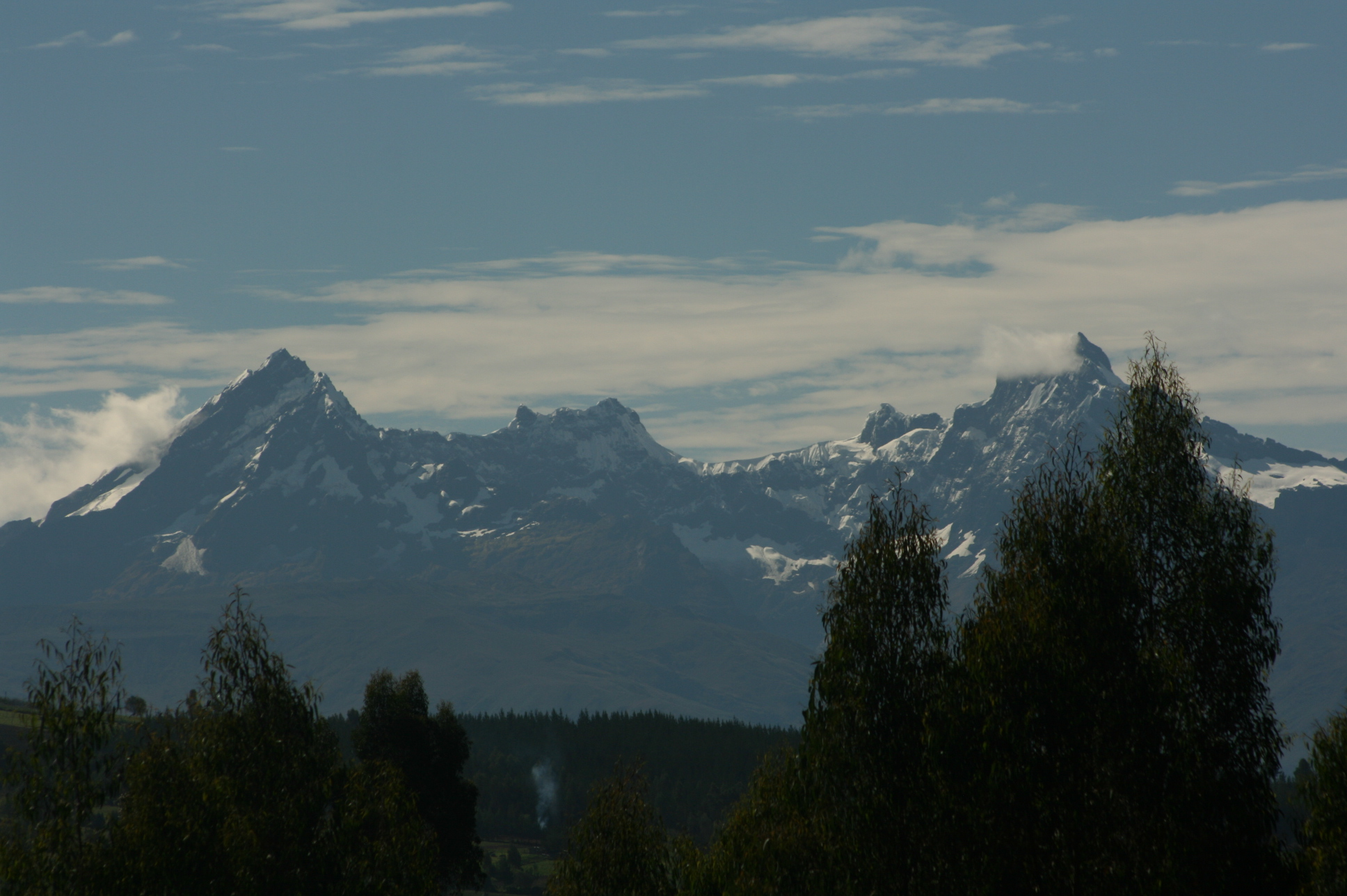
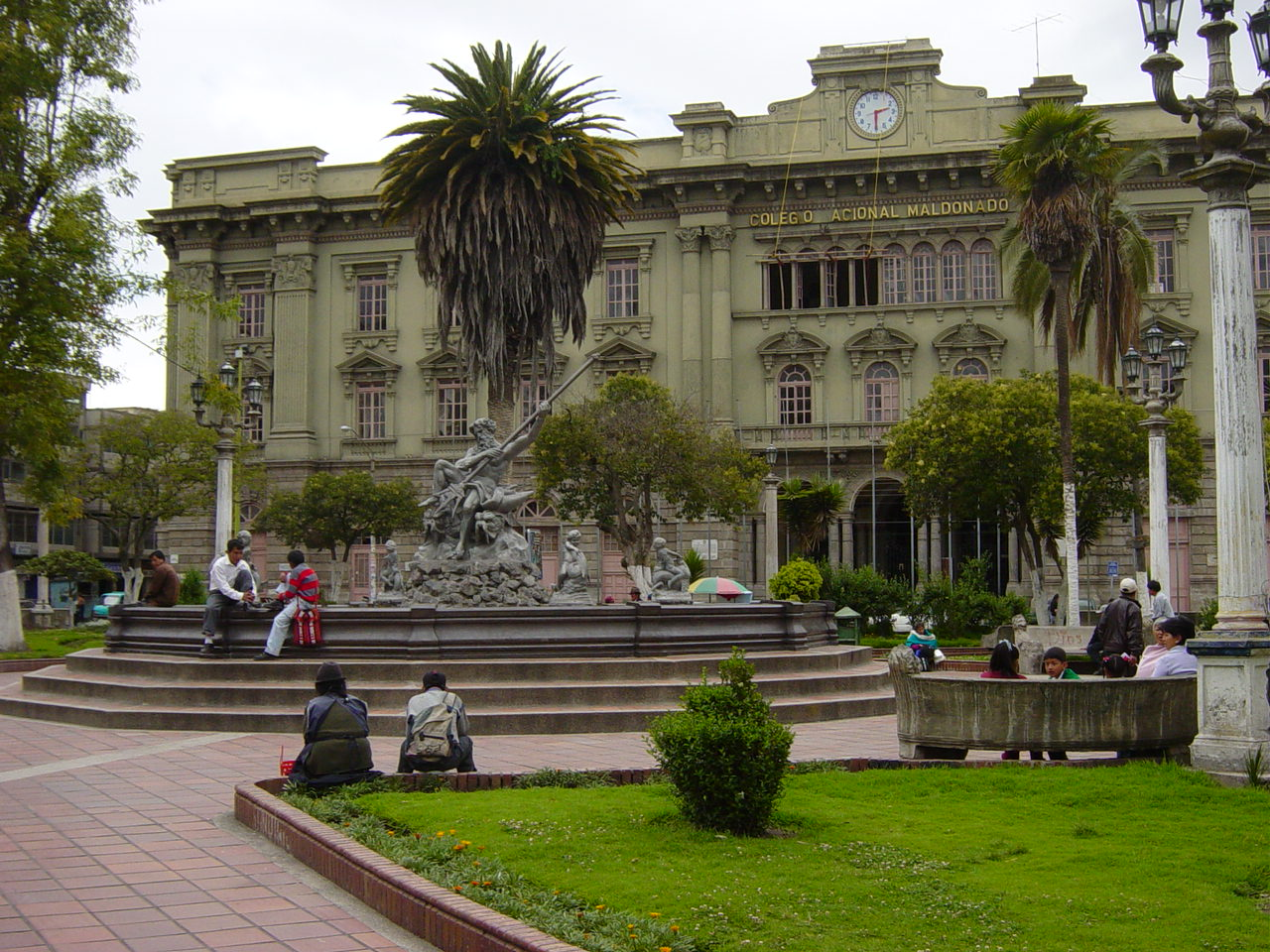
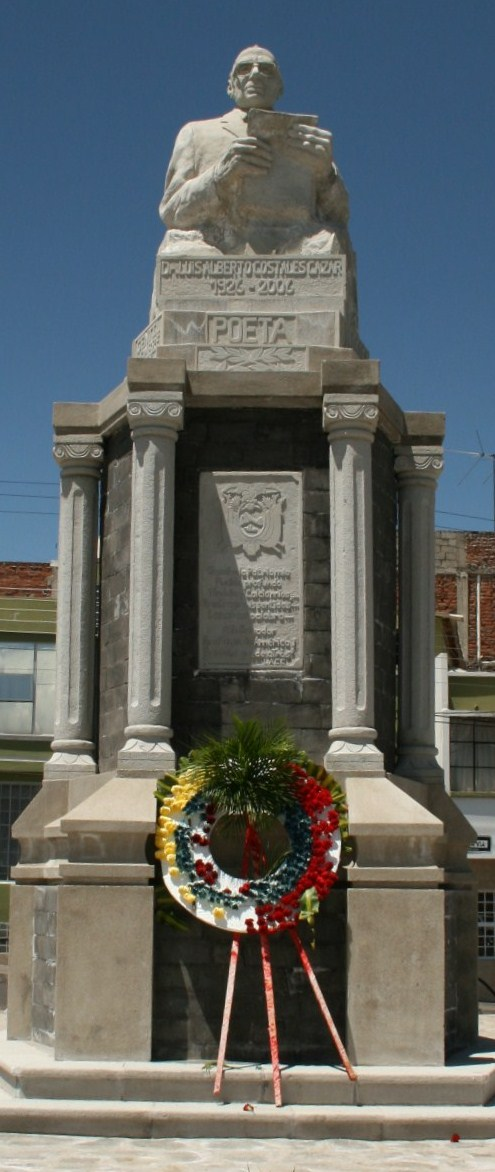